# Miroslav Vajs
Miroslav Vajs (in macedone Мирослав Вајс?; Skopje, 27 luglio 1979) è un ex calciatore macedone, di ruolo difensore.

## Statistiche

### Cronologia presenze e reti in nazionale
| Cronologia completa delle presenze e delle reti in nazionale ― Macedonia del Nord | Cronologia completa delle presenze e delle reti in nazionale ― Macedonia del Nord | Cronologia completa delle presenze e delle reti in nazionale ― Macedonia del Nord | Cronologia completa delle presenze e delle reti in nazionale ― Macedonia del Nord | Cronologia completa delle presenze e delle reti in nazionale ― Macedonia del Nord | Cronologia completa delle presenze e delle reti in nazionale ― Macedonia del Nord | Cronologia completa delle presenze e delle reti in nazionale ― Macedonia del Nord | Cronologia completa delle presenze e delle reti in nazionale ― Macedonia del Nord |
| Data                                                                              | Città                                                                             | In casa                                                                           | Risultato                                                                         | Ospiti                                                                            | Competizione                                                                      | Reti                                                                              | Note                                                                              |
| --------------------------------------------------------------------------------- | --------------------------------------------------------------------------------- | --------------------------------------------------------------------------------- | --------------------------------------------------------------------------------- | --------------------------------------------------------------------------------- | --------------------------------------------------------------------------------- | --------------------------------------------------------------------------------- | --------------------------------------------------------------------------------- |
| 27-3-2002                                                                         | Sarajevo                                                                          | Bosnia ed Erzegovina                                                              | 4 – 4                                                                             | Macedonia                                                                         | Amichevole                                                                        | -                                                                                 | 90’                                                                               |
| 17-4-2002                                                                         | Prilep                                                                            | Macedonia                                                                         | 1 – 0                                                                             | Finlandia                                                                         | Amichevole                                                                        | -                                                                                 | 46’                                                                               |
| 9-2-2003                                                                          | Sebenico                                                                          | Croazia                                                                           | 2 – 2                                                                             | Macedonia                                                                         | Amichevole                                                                        | -                                                                                 | 46’                                                                               |
| 14-2-2003                                                                         | Spalato                                                                           | Polonia                                                                           | 3 – 0                                                                             | Macedonia                                                                         | Amichevole                                                                        | -                                                                                 | 46’                                                                               |
| 2-4-2003                                                                          | Losanna                                                                           | Macedonia                                                                         | 0 – 1                                                                             | Portogallo                                                                        | Amichevole                                                                        | -                                                                                 | 90+1’                                                                             |
| 28-5-2006                                                                         | Madrid                                                                            | Macedonia                                                                         | 2 – 1                                                                             | Ecuador                                                                           | Amichevole                                                                        | -                                                                                 |                                                                                   |
| 24-3-2007                                                                         | Zagabria                                                                          | Croazia                                                                           | 2 – 1                                                                             | Macedonia                                                                         | Qual. Euro 2008                                                                   | -                                                                                 | 71’                                                                               |
| 26-3-2008                                                                         | Zenica                                                                            | Bosnia ed Erzegovina                                                              | 2 – 2                                                                             | Macedonia                                                                         | Amichevole                                                                        | -                                                                                 | 46’                                                                               |
| 20-8-2008                                                                         | Lussemburgo                                                                       | Lussemburgo                                                                       | 1 – 4                                                                             | Macedonia                                                                         | Amichevole                                                                        | -                                                                                 | 64’                                                                               |
| Totale                                                                            |                                                                                   | Presenze                                                                          | 9                                                                                 |                                                                                   | Reti                                                                              | 0                                                                                 |                                                                                   |

## Palmarès

### Club

#### Competizioni nazionali
- Campionato macedone: 5

Rabotnički: 2004-2005, 2005-2006, 2007-2008
Vardar: 2011-2012, 2012-2013
- Coppa di Macedonia: 2

Rabotnički: 2007-2008
Metalurg Skopje: 2010-2011